# Zoo Brünn
Koordinaten: 49° 13′ 46,9″ N, 16° 31′ 57,6″ O
Der Zoo Brünn ist ein zoologischer Garten, der sich im Stadtteil Bystrc der tschechischen Stadt Brünn befindet. Der Zoo ist bei der European Association of Zoos and Aquaria (EAZA), der World Association of Zoos and Aquariums (WAZA) sowie der Eurasian Regional Association of Zoos and Aquariums (EARAZA) akkreditiert und außerdem Mitglied der Union of Czech and Slovak Zoos (UCSZOO) und der International Zoo Educators Association (IZE).

## Geschichte
Im Jahr 1935 wurde ein Verein zur Bildung eines Zoos in Brünn gegründet, der Ende 1937 auf einer kleinen Fläche einige Tiere ausstellte, den Betrieb jedoch bereits Anfang 1941 wieder schließen musste. Ab 1947 begann der Verein erneut mit der Suche nach einem geeigneten Gelände und wurde schließlich im Stadtteil Bystrc fündig, um neben einem Botanischen Garten einen Zoo einzurichten. Am 30. August 1953 wurde der Zoo offiziell für den Publikumsverkehr eröffnet.

## Tierbestand und Anlagenkonzept
Im Zoo Brünn werden rund 2100 Tiere in 400 Arten gehalten. Der Zoo ist in mehrere Bereiche unterteilt. Einen breiten Raum nehmen steppenartig angelegte Anlagen ein, auf denen verschiedene Huftierarten leben. Die weiteren Bereiche sind überwiegend geografisch gegliedert und mit Tieren besetzt, die auf den jeweiligen Kontinenten vorkommen. In geräumigen Volieren werden Weißkopfseeadler und Riesenseeadler gehalten, die dort auch erfolgreich brüten. Von 1969 bis 2011 zählte zum Zoo auch ein Schauaquarium, das jedoch aufgrund des unbefriedigenden technischen Zustands sowie aus wirtschaftlichen Gründen geschlossen wurde. Einige der ursprünglich dort lebenden Tiere konnten im Exotarium des Zoos untergebracht werden.

## Arterhaltungs- und Schutzprogramme
Der Zoo Brünn beteiligt sich an vielen nationalen und internationalen Projekten zum Schutz und zur Rettung bedrohter Tierarten. In Tschechien unterstützt der Zoo beispielsweise Programme zur Rettung des Steinkauzes und des Europäischen Ziesels.
International werden weitere Projekte gefördert:
- Da die Anzahl der in freier Wildbahn lebenden Riesenseeadler abnimmt, wird zur Stärkung der Populationen die gesteuerte Entnahme von Individuen aus der freien Wildbahn durchgeführt. Sofern in den nächsten Jahren der Bestand der in freier Wildbahn lebenden Riesenseeadler weiter zurückgeht, könnten die in Zoos nachgezüchteten Tiere zur Quelle einer Wiederansiedlung werden. Im Falle des Riesenseeadlers wurden die Rettungsmaßnahmen schon früh eingeleitet. Der Bestand der in freier Wildbahn lebenden Tiere ist noch nicht unter die kritische Grenze gesunken.[5]
- Die Populationen des Mandschurenkranichs gehen in vielen seiner Lebensräume zurück. Da die Anzahl der in europäischen Zoos gehaltenen Vögel zahlenmäßig reichlich und stabil ist, werden schon seit längerer Zeit Zuchten mit anschließenden Wiederansiedlungen durchgeführt. Der Zoo Brünn zieht seit 2015 Küken in Brutschränken auf, die später ausgewildert werden und leitet als Koordinator die Weiterleitung befruchteter Kranicheier im Rahmen dieses internationalen Programms.[5]
- Auf der in der Nähe von Bali liegenden Insel Nusa Penida wurde ein Bildungszentrum unter dem indonesischen Namen Kura Kura mit der Bedeutung „Rettet die Schildkröten“ aufgebaut. Dort werden Informationen über die Gefährdung der Süßwasser- und Meeresschildkröten an die einheimische Bevölkerung sowie an Touristen vermittelt. Diese Reptilien zählen zu der am stärksten gefährdeten Gruppen der indonesischen Tierwelt. Zum Zentrum gehört auch eine Rettungsstation, in der Schildkröten, die von illegalen Händlern beschlagnahmt wurden, aufgenommen werden. Der Zoo Brünn kann kranke oder verletzte Meeresschildkröten übernehmen, pflegen und nach Genesung wieder ins Meer entlassen.[5]

## Galerie
Die nachfolgende Bildauswahl zeigt einige Tiere aus dem Bestand des Zoo Brünn:

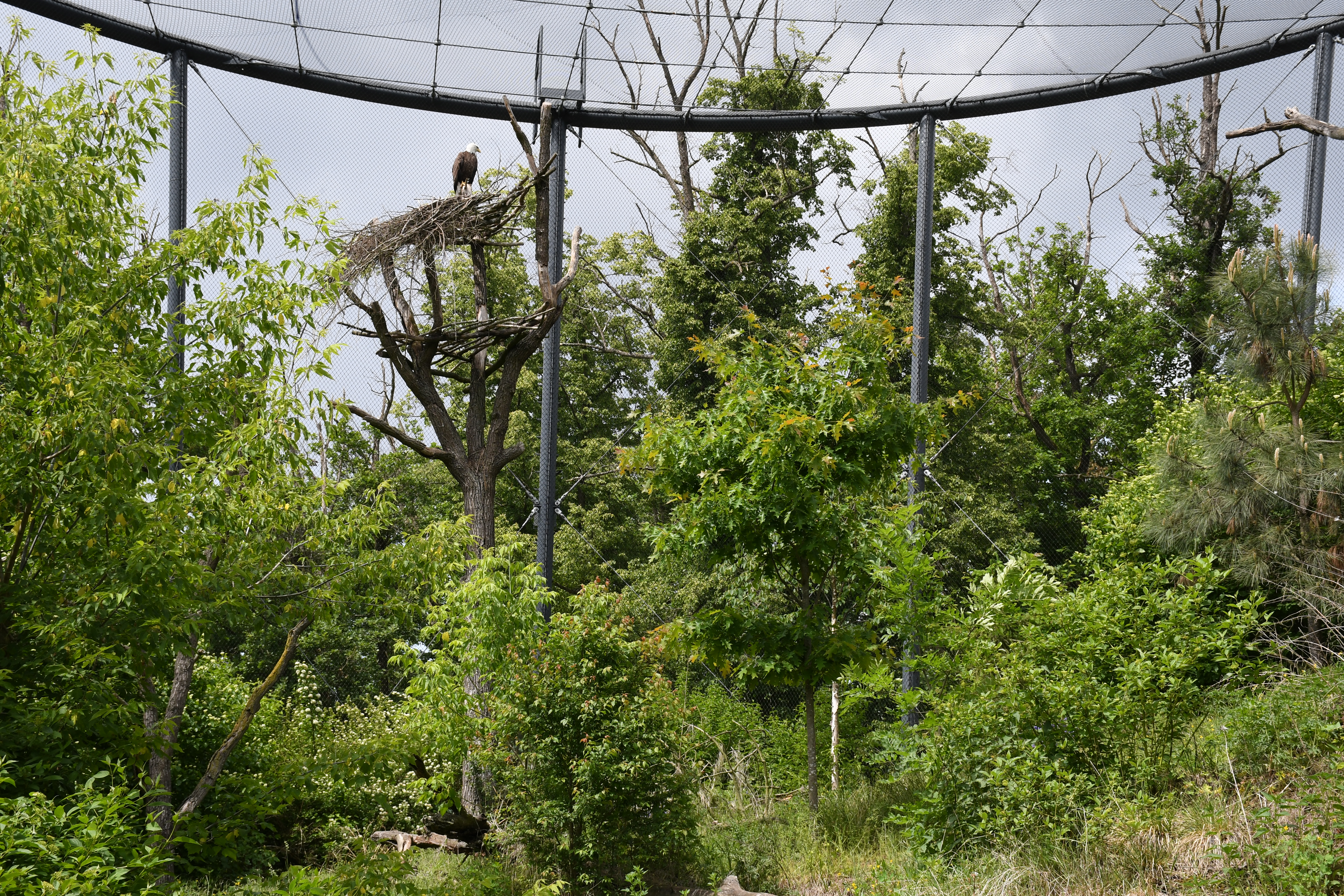
Weißkopfseeadlervoliere
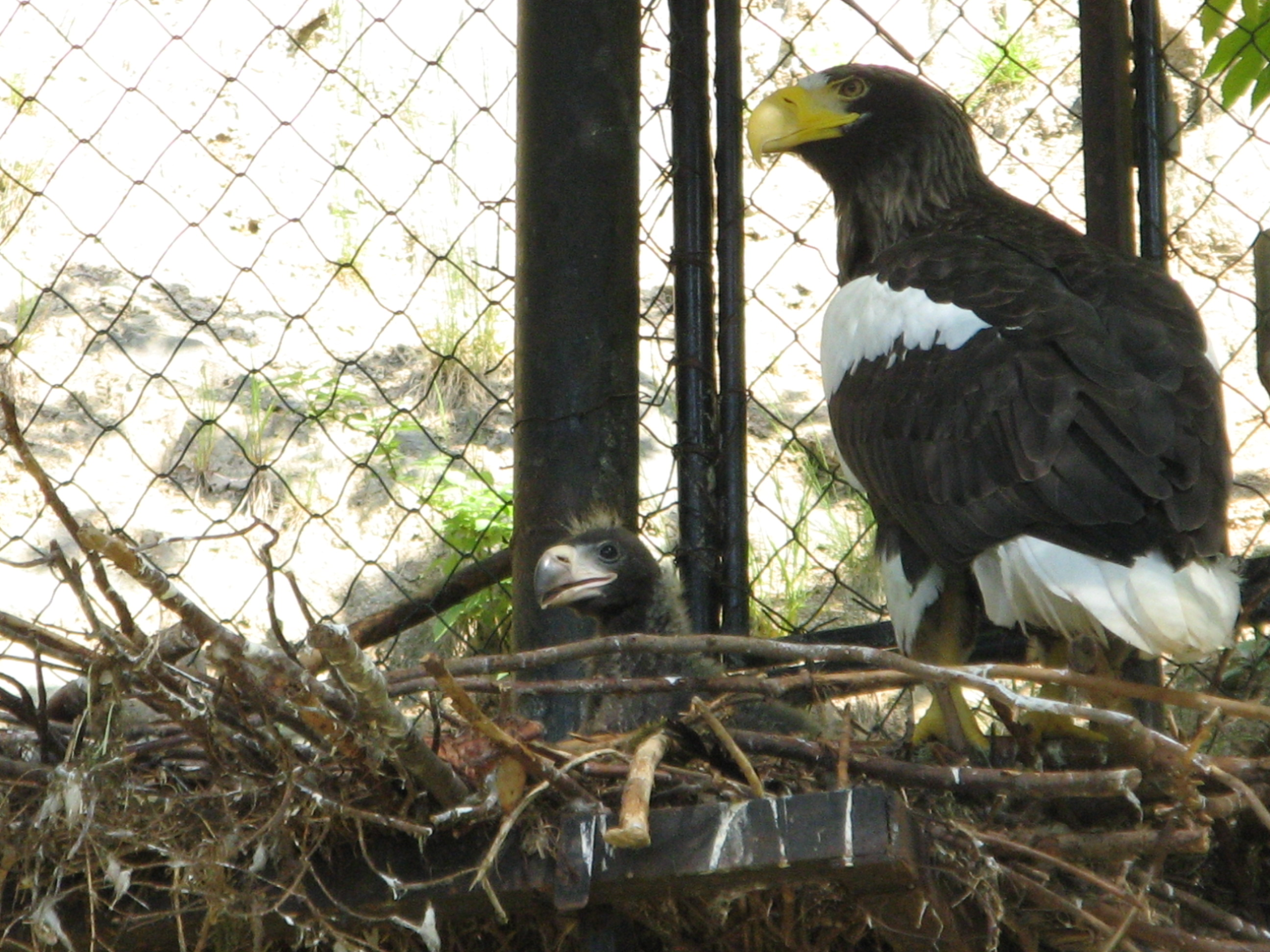
Riesenseeadler mit Jungvogel
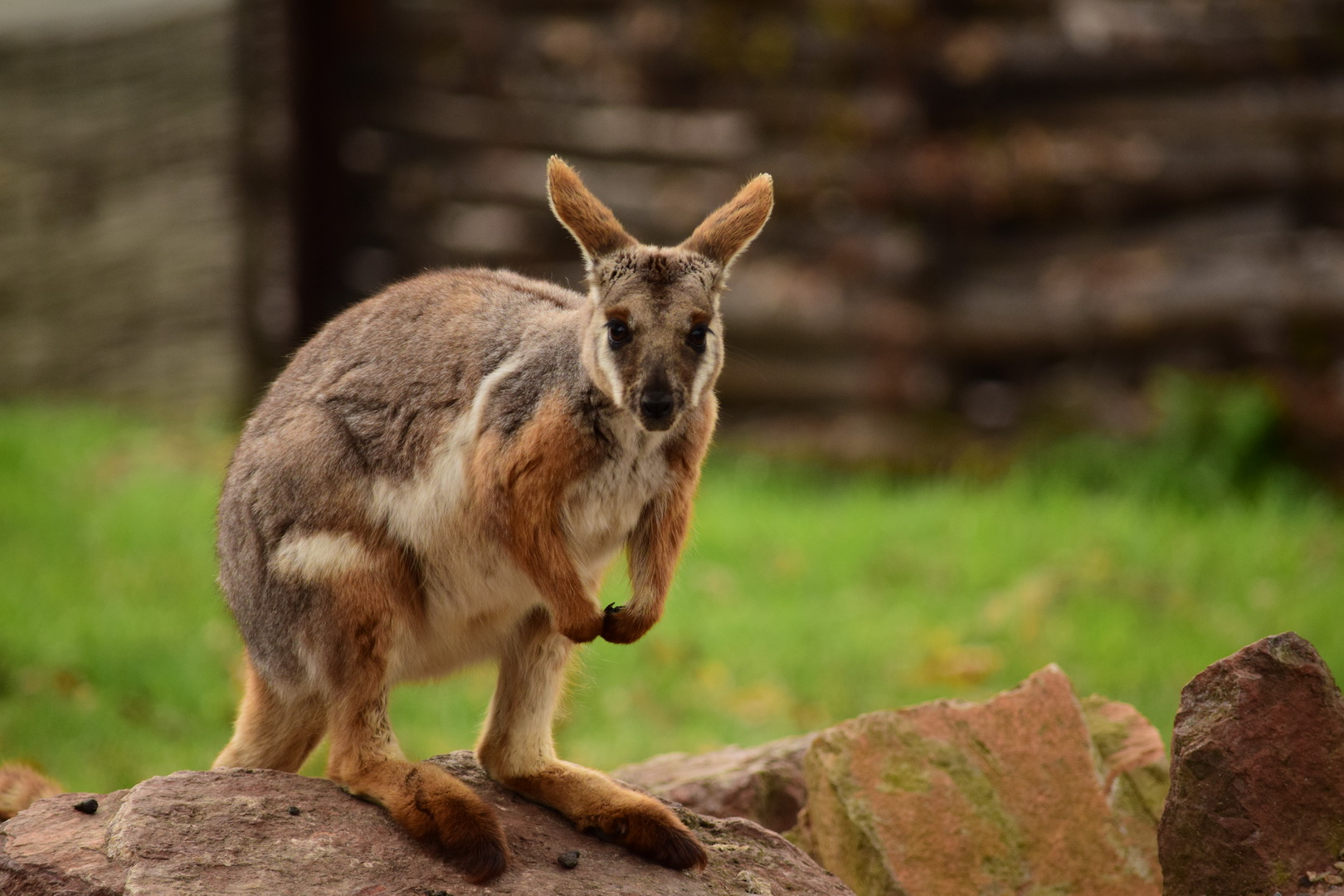
Gelbfuß-Felskänguru
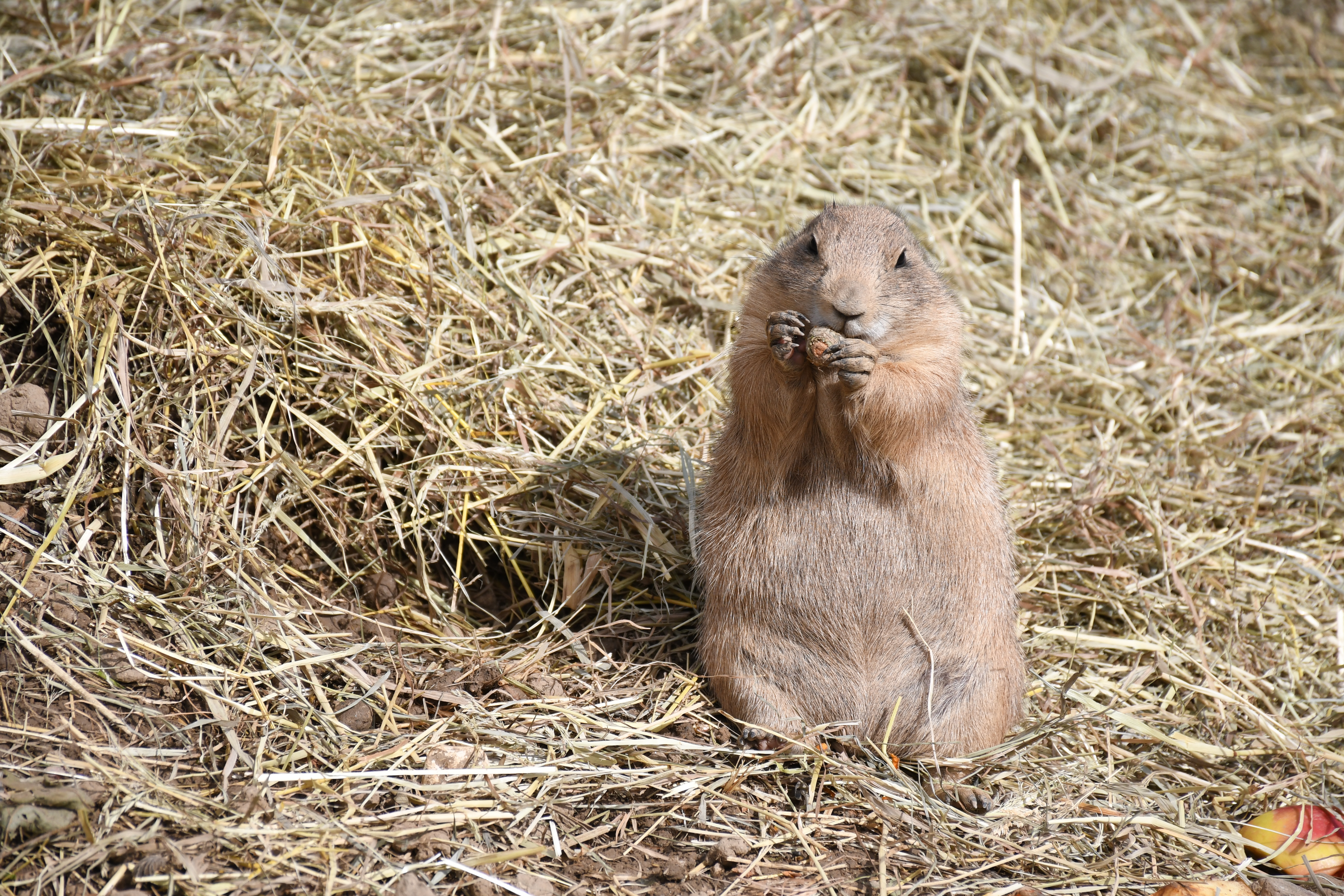
Schwarzschwanz-Präriehund
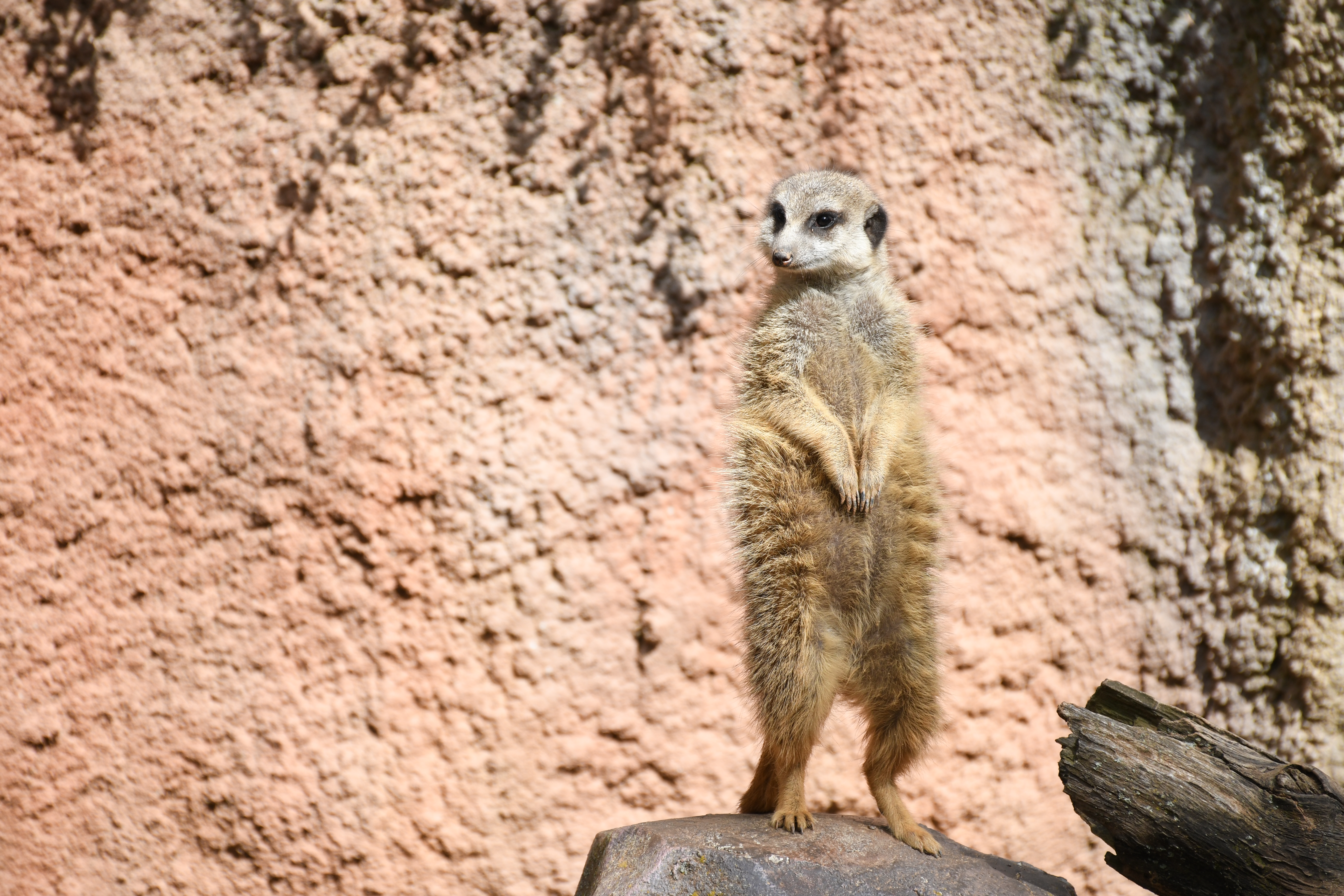
Erdmännchen
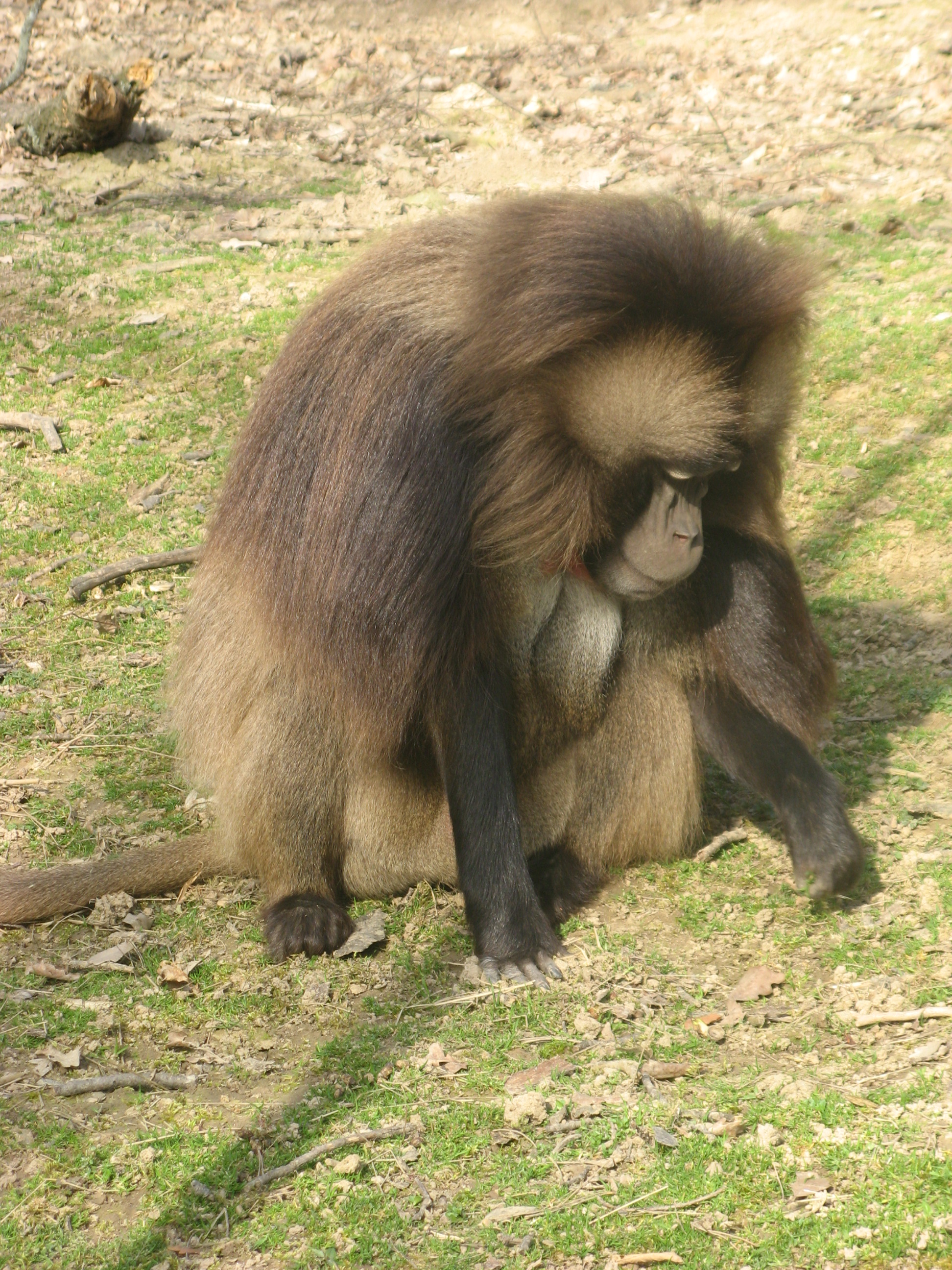
Dschelada ♂
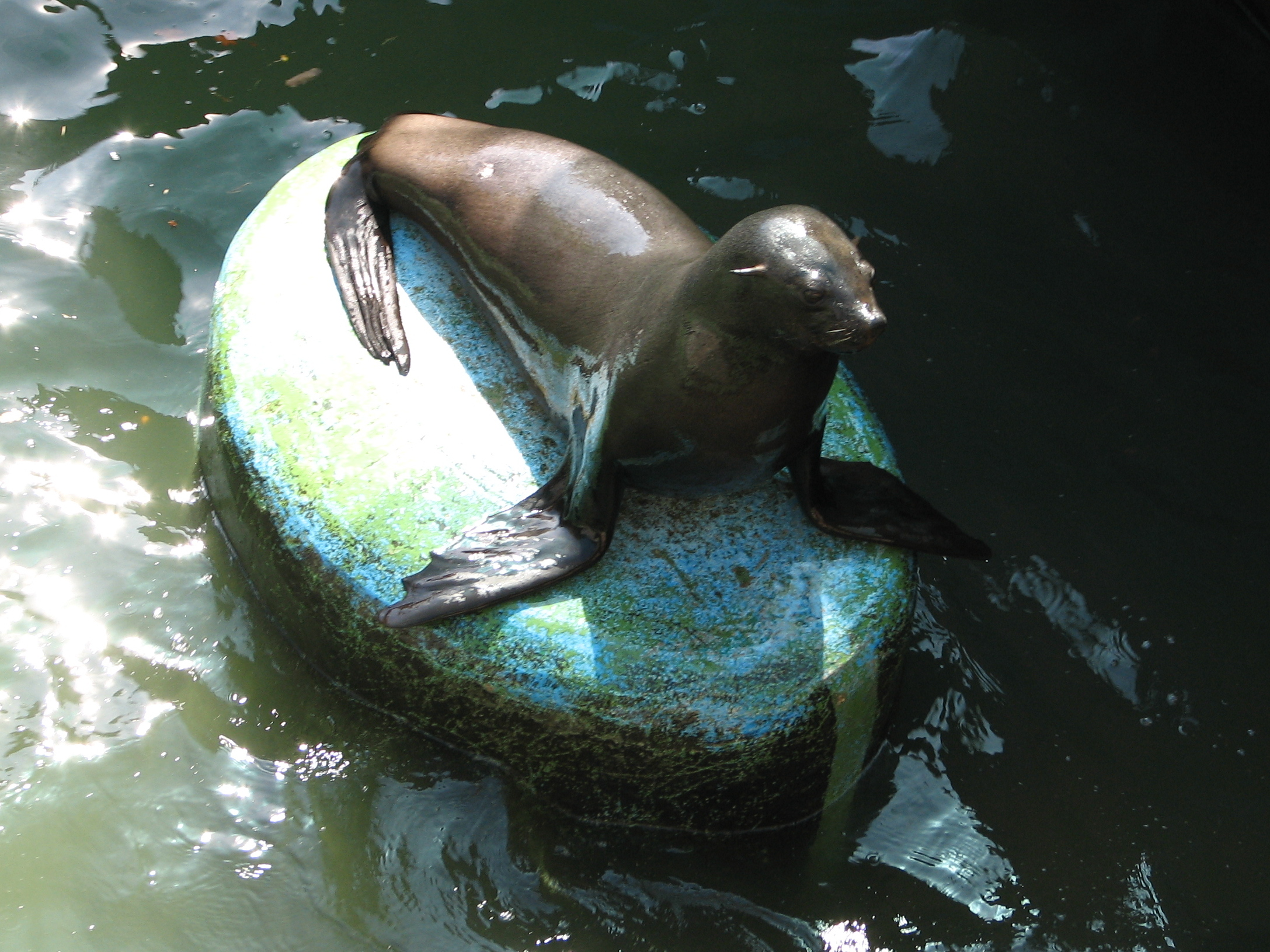
Südafrikanischer Seebär
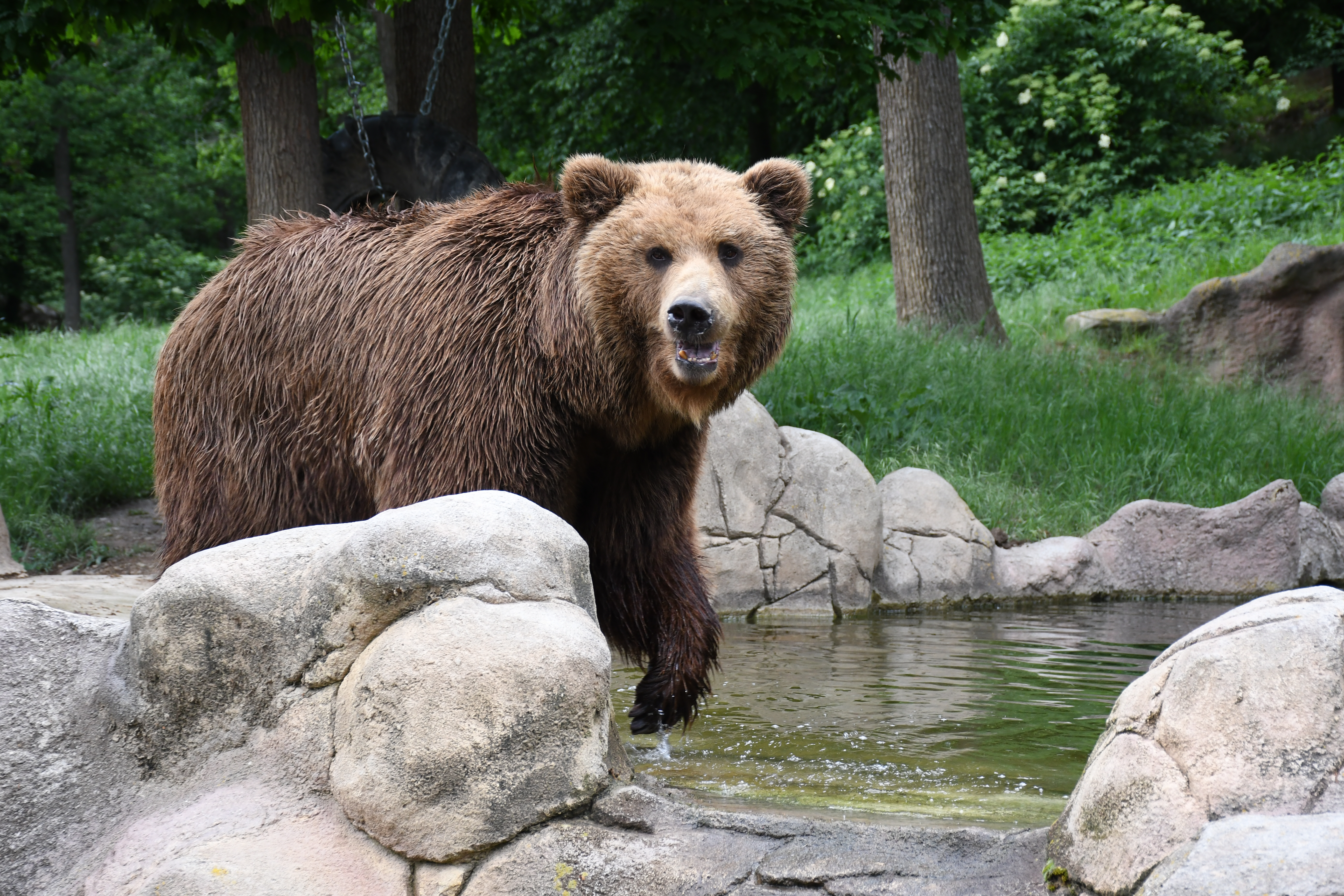
Sibirischer Braunbär
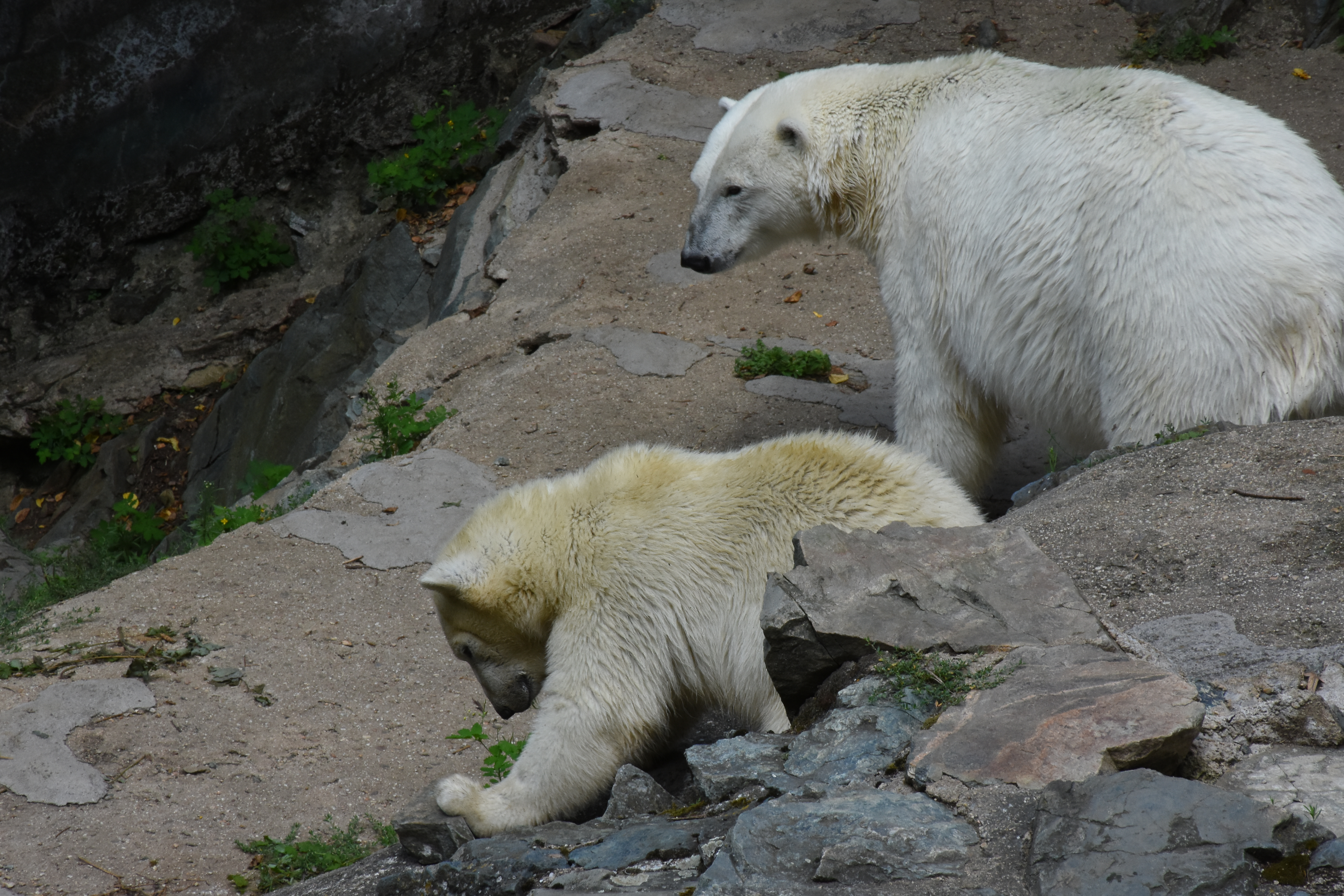
Eisbären
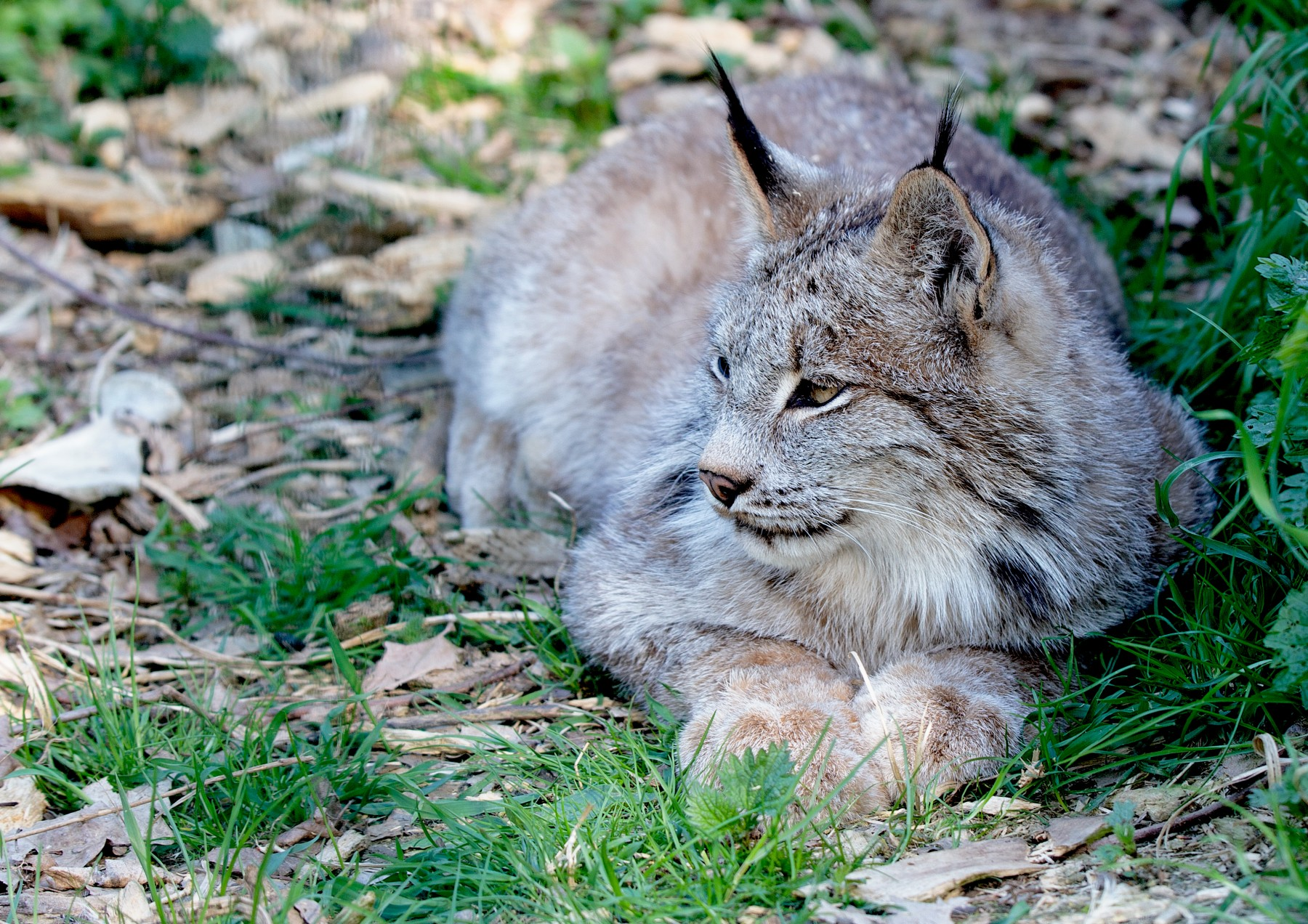
Kanadischer Luchs
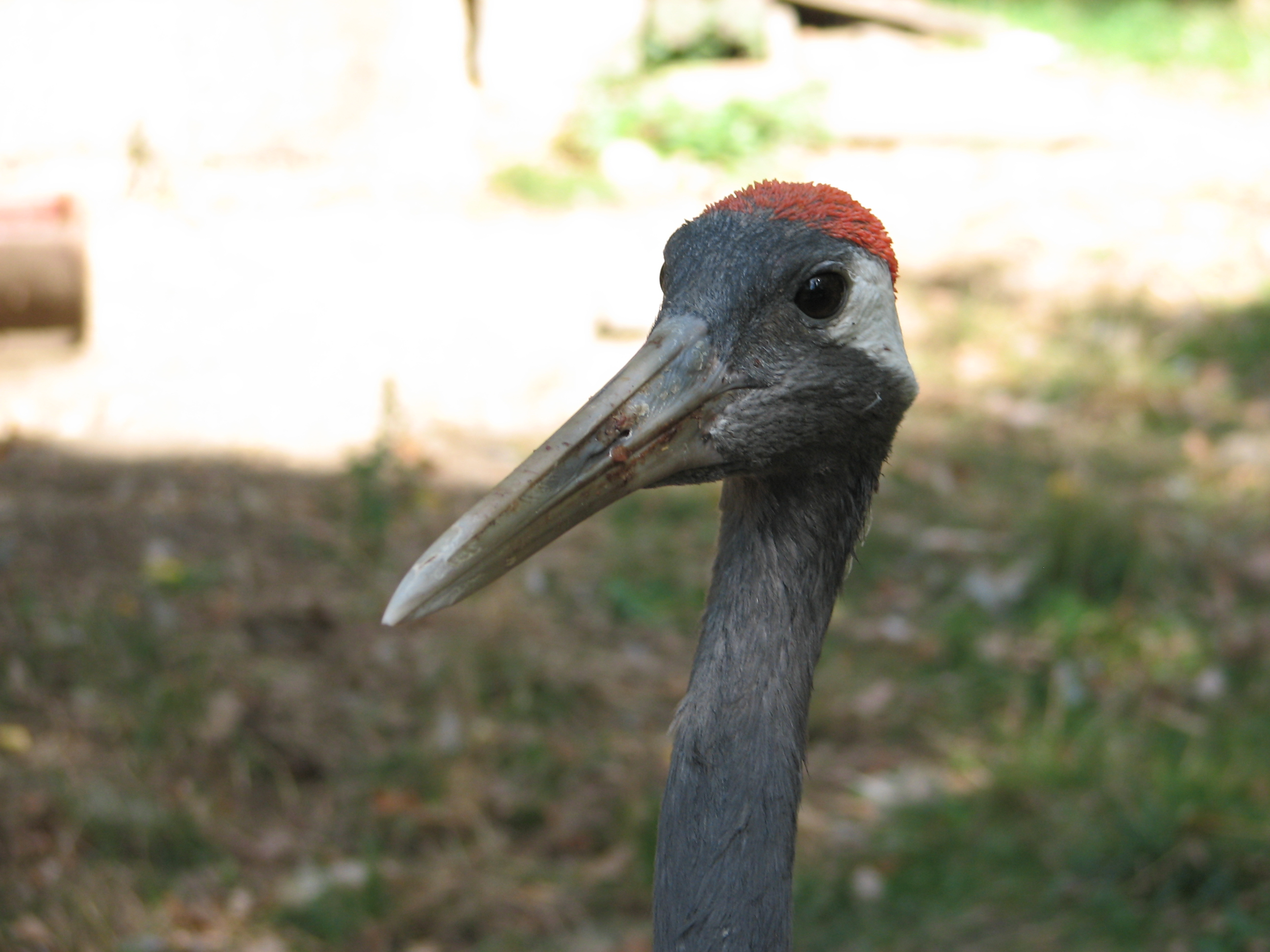
Kopf des Mandschurenkranichs